# Tetramorium schaufussii
Tetramorium schaufussii (лат.) — вид мелких муравьёв рода Tetramorium из подсемейства Myrmicinae. Мадагаскар.

## Описание
Мелкие мирмициновые муравьи (длина около 3 мм), коричневого цвета (жвалы, усики и ноги обычно светлее). От близких видов отличается сравнительно более длинной головой и укороченным скапусом усиков.
Усики рабочих 11-члениковые с булавой из 3 сегментов, скапус короткий. мандибулы треугольные с зубцами. Стебелёк между грудкой и брюшком состоит из двух члеников: петиолюса и постпетиолюса (последний четко отделен от брюшка), жало развито. Мезосома и голова отчётливо продольно скульптированы. На заднегрудке развиты проподеальные шипики. Первый тергит брюшка с многочисленными прижатыми и отстоящими волосками. Головной индекс рабочих (CI, соотношение ширины головы к длине × 100): 90—92. Длина головы рабочих 0,82—0,96 мм, длина скапуса 0,52—0,64 мм, ширина головы 0,74—0,86 мм. Индекс скапуса рабочих (SI, соотношение длины скапуса к ширине головы × 100): 70—74. Жвалы, петиолюс, постпетиолюс и брюшко гладкие и блестящие.
Вид был впервые описан в 1891 году швейцарским мирмекологом Огюстом Форелем, затем включался в состав рода Xiphomyrmex (Wheeler, W.M. 1922) и рассматривался в качестве синонима вида schaufussii (Bolton, 1979:137). Валидный статус подтверждён в 2014 году в ходе ревизии видовой группы американскими мирмекологами Франциско Хита-Гарсиа (Francisco Hita Garcia) и Брайаном Фишером (Brian L. Fisher; Entomology, California Academy of Sciences, Сан-Франциско, Калифорния, США). Таксон Tetramorium schaufussii включён в состав комплекса Tetramorium schaufussii species complex (вместе с T. pseudogladius, T. scutum, T. rala и T. obiwan, T. sikorae, T. xanthogaster, T. nassonowii, T. monticola, T. merina) из видовой группы T. schaufussii species group рода Tetramorium.